# NGC 415
NGC 415 este o galaxie spirală barată situată în constelația Sculptorul. A fost descoperită în 1 septembrie 1834 de către John Herschel.